# Lista de rainhas de Castela
Esta é uma lista de rainhas de Castela; quase todas foram meras consortes de seus maridos, mas aquelas que governaram de facto vão indicadas a cheio.
| De   | Até   | Nome                                        | Casa originária                       | Esposa de                            |
| ---- | ----- | ------------------------------------------- | ------------------------------------- | ------------------------------------ |
| 1029 | 1035  | Dona Maior de Castela                       | Castela                               | Sancho III de Navarra                |
| 1035 | 1065  | Sancha I de Leão                            | Astúrias                              | Fernando I de Leão                   |
| 1065 | ?     | Alberta de ???                              |                                       | Sancho II de Castela                 |
| 1072 | 1081? | Inês de Aquitânia                           | Aquitânia                             | Afonso VI de Castela                 |
| 1081 | 1093  | Constança de Borgonha                       | Borgonha                              | Afonso VI de Castela                 |
| 1093 | 1098  | Berta de Borgonha                           | Borgonha                              | Afonso VI de Castela                 |
| 1098 | 1109  | Zaida de Sevilha                            |                                       | Afonso VI de Castela                 |
| 1109 | 1126  | Urraca I de Leão e Castela                  | Borgonha (Castela)                    | Afonso I de Aragão                   |
| 1128 | 1149  | Berengária de Barcelona                     | Barcelona / Aragão                    | Afonso VII de Castela                |
| 1152 | 1157  | Riquilda da Polônia                         | Piast                                 | Afonso VII de Castela                |
| 1151 | 1156  | Branca de Navarra                           | Navarra                               | Sancho III de Castela                |
| 1176 | 1214  | Leonor de Inglaterra                        | Plantageneta                          | Afonso VIII de Castela               |
| 1215 | 1216  | Mafalda de Portugal                         | Borgonha (Portugal)                   | Henrique I de Castela                |
| 1217 |       | Berengária de Castela                       | Borgonha (Castela)                    | Afonso IX de Leão                    |
| 1219 | 1234  | Beatriz da Suábia                           | Suábia                                | Fernando III de Castela              |
| 1237 | 1252  | Joana de Dammartin                          |                                       | Fernando III de Castela              |
| 1252 | 1284  | Violante de Aragão                          | Aragão                                | Afonso X de Castela                  |
| 1284 | 1295  | Maria de Molina                             | Castela                               | Sancho IV de Leão e Castela          |
| 1302 | 1312  | Constança de Portugal                       | Borgonha (Portugal)                   | Fernando IV de Leão e Castela        |
| 1325 | 1327  | Constança Manuel                            | Borgonha (Castela)                    | Afonso XI de Castela                 |
| 1328 | 1350  | Maria de Portugal                           | Borgonha (Portugal)                   | Afonso IX de Castela                 |
| 1353 |       | Branca de Bourbon                           | Bourbon (Capetos)                     | Pedro I de Castela                   |
| 1353 | 1354  | Joana de Castro                             | Castela (meia-irmã de Inês de Castro) | Pedro I de Castela                   |
| 1353 | 1361  | Maria de Padilla (amante, declarada rainha) |                                       | Pedro I de Castela                   |
| 1366 | 1367  | Joana Manuel de Castela                     | Borgonha (Castela)                    | Henrique II de Castela (1.º reinado) |
| 1369 | 1379  | Joana Manuel de Castela                     | Borgonha (Castela)                    | Henrique II de Castela (2.º reinado) |
| 1379 | 1382  | Leonor de Aragão                            | Aragão                                | João I de Castela                    |
| 1382 | 1390  | Beatriz de Portugal                         | Borgonha (Portugal)                   | João I de Castela                    |
| 1393 | 1406  | Catarina de Lencastre                       | Anjou-Plantagentea / Lencastre        | Henrique III de Castela              |
| 1420 | 1445  | Maria de Aragão                             | Trastâmara (Aragão)                   | João II de Castela                   |
| 1447 | 1454  | Isabel de Portugal                          | Avis                                  | João II de Castela                   |
| 1454 | 1455  | Branca de Aragão                            | Trastâmara (Aragão)                   | Henrique IV de Castela               |
| 1455 | 1474  | Joana de Portugal                           | Avis                                  | Henrique IV de Castela               |
| 1474 | 1479  | Joana de Trastâmara, de jure (1)            | Trastâmara (Castela)                  | Afonso V de Portugal                 |
| 1474 | 1504  | Isabel I de Castela, a Católica             | Trastâmara (Castela)                  | Fernando II de Aragão                |
| 1504 | 1506  | Joana de Castela, a Louca (2)               | Trastâmara                            | Filipe I de Castela                  |